# Gustavo de Greiff Restrepo
Gustavo de Greiff Restrepo (Bogotá, 20 de junio de 1929-Bogotá, 19 de julio de 2018) fue un jurista, político y diplomático colombiano.

## Carrera
Se graduó como abogado del Colegio Mayor de Nuestra Señora del Rosario de la cual fue su rector, y es reconocido por haber sido el primer fiscal general de la Nación de la República de Colombia, y por ser un importante crítico de la guerra liderada por los Estados Unidos de América contra las drogas en Latinoamérica. Fue también un reconocido defensor de las políticas de liberalización y legalización de las drogas. 
Es el padre de la exministra de justicia Mónica de Greiff, quien fue presidente de la Cámara de Comercio de Bogotá. Tuvo como gran reto consolidar la implementación y puesta en marcha de la Fiscalía General de la Nación, ejerciendo como el primer titular de esta entidad en el país, tomando además los recursos existentes en su momento en la Dirección Nacional de Instrucción Criminal, el Cuerpo Técnico de Policía Judicial y el Instituto de Medicina Legal; creando a la vez la figura de la Oficina de Protección y Asistencia a Víctimas y Testigos, como ápice para la desarticulación de las más grandes organizaciones criminales, para lo cual reunió un centenar de los más expertos y fieles miembros de las instituciones que estaba recibiendo e integrando.
Dentro de sus múltiples cargos ocupados, se destacan los de Embajador de Colombia ante el Gobierno de México; Juez de la República; abogado litigante, asesor del Banco Nacional de París, magistrado de Consejo de Estado y docente de la Universidad del Rosario, de la Universidad Nacional Autónoma de México, de la Universidad Autónoma de Nuevo León y del Instituto Tecnológico de Monterrey, entre varias otras.